# Raquel Infante
Raquel Infante García (Málaga, 13 de mayo de 1975) es una actriz española, conocida por su personaje en Arrayán.

## Biografía
Ha participado en diversas series de televisión y en largos y cortometrajes. Sus comienzos se remontan a Canal Sur, donde protagonizó las series Plaza Alta y Arrayán. Ha pertenecido a grupos de teatro como Royal Klom y Acuario teatro.

## Carrera profesional

### Teatro
- Esperando a Mr. Bojangles, dirección Celia Dolci (2022)

### Televisión
- La cresta de las horas, personaje episódico (1996)
- Plaza Alta, como Beatriz Ibáñez (2000)[1]
- Padre coraje, como Tere. Miniserie (2002)
- Arrayán, como Sole (2002-2007; 2012)[2]
- Luna negra, como Sol personaje episódico (2003-2004)[3]
- Un paso adelante, un episodio: El Salvador (2004)
- Delta, como Ivana. TV movie (2004)
- El comisario, un episodio: Las lágrimas de la virgen (2005)
- Motivos personales, un episodio: La cuenta atrás ha comenzado (2005)
- Hospital Central, como Diana, un episodio: Mundos paralelos (2005)
- Cuéntame como pasó, como Rosalía, un episodio: La Noche de San Genaro (2005)
- El camino de Víctor, como una profesora. TV movie (2005)[4]
- Con dos tacones, como Laura (2006)[5]
- Lavapiés Masala, reparto. TV movie (2007)
- Cuenta atrás, como la Inspectora Gallardo (2008)
- Aída, un episodio: Intercambio radical (2008)
- Doctor Mateo, personaje episódico (2008-2009)
- Sin tetas no hay paraíso, como Claudia (2009)
- La gira, como Gloria (2011-2012)
- Como las alas al viento, reparto. TV movie (2011)
- Carmina, reparto. Miniserie (2012)
- El secreto de Puente Viejo, como Griselda Cripmanì (2012-2015)
- Amar es para siempre, como Marina Rosales (2013-2014)
- Mar de plástico, como Ana (2015)
- Sabuesos, como Miriam (2018)
- Arde Madrid, como Marujita Díaz (2018)
- 'Secretos de Estado', como ¿? (2018 - presente)

### Largometrajes
- Una pasión singular, como María Castilla. Dir. Antonio Gonzalo (2002)
- Navidad en el Nilo, como una taxista. Dir. Neri Parenti (2002)
- Olé!, como Femme Fatale. Dir. Florence Quentin (2005)
- Imaginario. Dir. Pablo Cantos (2008)[6]
- Garantía personal, reparto. Dir. Rodrigo Rivas (2016)[7]

### Cortometrajes
- Bluff. Dir. Tacho González (2005)
- El contrato, como Elena. Dir. Mercedes M. Del Río y Ander Olazábal (2005)